# 喀里多尼亞 (紐約州)
喀里多尼亞（英語：Caledonia）是一個位於美國紐約州利文斯頓縣的鎮。

## 人口
根據2020年美國人口普查的數據，喀里多尼亞的面積為114.29平方千米，當中陸地面積為113.63平方千米，而水域面積為0.65平方千米。當地共有人口4154人，而人口密度為每平方千米36人。